# Ronald Graham
Ronald Lewis Graham (Taft, 31 de outubro de 1935 — San Diego, 6 de julho de 2020) foi um matemático estadunidense.

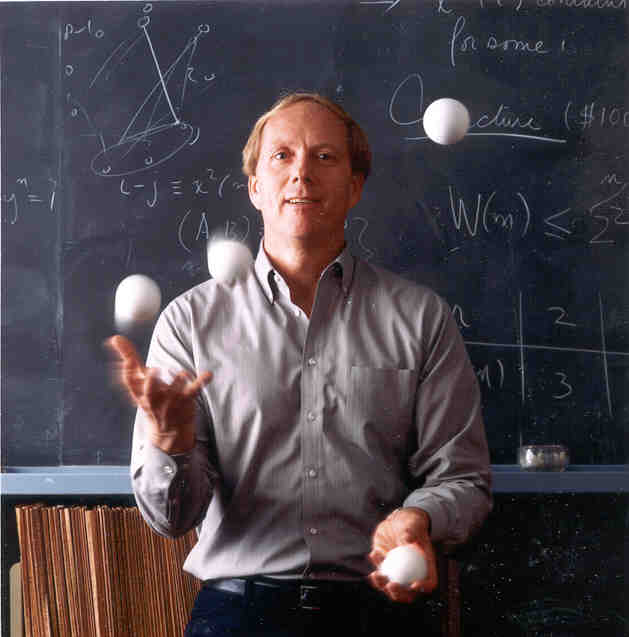
Graham foi também conhecido como malabarista

Recebeu o Prêmio Leroy P. Steele de 2003 da American Mathematical Society. Foi palestrante convidado do Congresso Internacional de Matemáticos em Varsóvia (1983: (Recent developments in Ramsey theory). Foi eleito em 1985 membro da Academia Nacional de Ciências dos Estados Unidos, em 1986 da Academia de Artes e Ciências dos Estados Unidos.
Morreu em 6 de julho de 2020 em San Diego, aos 84 anos, de bronquiectasia.